# Ренборг, Карл
Карл Фра́нклин Ре́нборг (англ. Carl Franklin Rehnborg; 15 июня 1887, Сент-Огастин, Флорида — 25 января 1973, Ньюпорт-Бич, Калифорния) — американский химик немецкого происхождения. Кредо: «Большинство болезней вызваны питанием: и не тем, что в нем было, а тем чего в нем не было».
Создал первую в мире биологически активную добавку к пище, восполняющей питательный рацион и поддерживающей баланс в организме человека. Изучал китайские традиции и западные научные исследования в области питания.
В 1934 году Ренборг основал компанию Nutrilite, сырьё для которых выращивали, собирали, перерабатывали на собственных фермах, не используя химических удобрений, где с вредителями боролись при помощи божьих коровок, златоглазок и сов. Он был одним из первых европейцев, который обнаружил взаимосвязь почвы с выращенными на ней растениями. Впоследствии создал первое средство на биологической основе для борьбы с насекомыми — Биотрол.

## Биография

### Жизнь в Китае
В 1915 году Ренборг начал работать бухгалтером в Standard Oil Company of New York (Socony). Он получил назначение в офис Socony в Тяньцзине и переехал жить на территорию американской конфессии. Через время он уволился, потому что хотел изучать и сравнивать пищевые привычки и здоровье китайцев, живущих в городах и в деревнях. Так, проводя параллель между питанием и здоровьем, Ренборг начал интересоваться этим вопросом основательно изучая все что было создано в этой области. В это время активно исследовались и создавались средства получившие позже название "витамины", которые к 1930 году были известны во всём мире. Заметив, что у местных жителей кости были очень хрупкими, к нему пришла идея создать молочный бизнес с Английской компанией. Как позже показали исследования ученых, молоко плохо переносилось китайцами и из-за этого ему пришлось остановить бизнес. 

### Новая корпорация
После неудачи в молочном бизнесе, он хотел основать корпорацию «Китайские пищевые продукты». Используя свои познания о китайской кухне и медицине, Ренборг начал готовить и продавать китайские супы из листьев одуванчика и других растений с добавлением перемолотых куриных костей, являющихся источником кальция и других микроэлементов. В этот раз его дела шли довольно хорошо. Он все больше изучал особенности ведения переговоров с китайцами и успешно развивал бизнес. 
К сожалению, из-за событий 30 мая 1925 года Wǔsà Yùndòng Ренборг вместе с другими иностранцами оказался в плену, а жену с ребенком удалось спасти и посадить на корабль. После освобождения все граждане других стран и в том числе и Ренборг покинули Китай.

## Возвращение
В 1927 году Ренборг после того как покинул Китай, по возвращении в США организовал временные лаборатории, где экспериментировал с растительными концентратами. После нескольких лет упорных исследований в 1934 году Карл Ренборг наладил производство и продажу того, что считается первыми в США мультивитаминными и мультиминеральными пищевыми добавками.
В следующем году он зарегистрировал свою компанию по производству витаминной продукции — Vitamin Products, Inc. Первый продукт компании — VITA-6 — был назван по количеству витаминов, входящих в его состав. Позднее в Калифорнии Карл Ренборг создал компанию California Vitamins, которая в 1939 г. была переименована в Nutrilite Products, Inc.
Сельскохозяйственные культуры для создания растительных концентратов Nutrilite™ Ренборг выращивал с использованием устойчивых приемов органического земледелия, не причиняя вреда почве и окружающей среде.
Однако, начав продавать свои продукты под торговой маркой Nutrilite, Карл Ренборг столкнулся с рядом трудностей. Во-первых, его витаминно-минеральные добавки не относились ни к пищевым продуктам, ни к лекарствам. Поэтому их не хотели брать на реализацию ни продовольственные магазины, ни аптеки. Во-вторых, в 1930-е годы в США еще мало кто знал о научных открытиях в области витаминов. Чтобы продавать витамины, надо было сначала рассказать потенциальным покупателям, что это такое и какую пользу они приносят.
Единственным решением этих проблем стала технология прямых продаж. Карл Ренборг набирал людей из своих покупателей, которые улучшив свое состояние здоровья, рассказывая о чудесных свойствах этих продуктов  могли продавать витаминно-минеральные смеси напрямую потребителям. До середины 1940-х годов эта деятельность не приносила предпринимателю большой прибыли.
Фирма Nutrilite до конца второй мировой войны оставалась довольно скромной. Одна из причин — весьма высокие цены на ее продукцию: немногим меньше $20 за месячный курс (несколько сотен долларов по нынешним временам).
Тем не менее потенциал для развития бизнеса, безусловно, был. Карл Ренборг оказался не только неплохим исследователем, но и выдающимся энтузиастом своего дела. Ещё в 1930-е годы он начал активную кампанию по продвижению витаминных и минеральных добавок вообще и своей продукции в частности. Хотя состав дистрибьюторов  в те годы постоянно обновлялся и текучесть кадров была очень высокой, но со временем в компании образовался костяк сотрудников, которые верили в выдающиеся потребительские свойства Nutrilite и активно старались убедить в этом покупателей.
После многих лет неудач с партнерами в 1945 году Карл Ренборг наконец встретил настоящих продавцов: Ли Майтингер и Уильям Кэсcельберри. Они стали эксклюзивными дистрибьюторами продукции Nutrilite и создали схему многоуровнего маркетинга MLM, которую впоследствии воспроизводили многие компании. Суть ее заключалась в том, что каждый дистрибьютор получал право создавать личную сеть продавцов. Он сам находил кандидатов, обучал их технике продвижения Nutrilite и за это получал часть прибыли от своего потребления и реализации и от реализации продукции всеми своими подопечными дистрибьюторами.